# Jeremy Shockey
Jeremy Charles Shockey (* 18. August 1980 in Ada, Oklahoma) ist ein ehemaliger US-amerikanischer American-Football-Spieler auf der Position des Tight Ends. Er spielte für die New York Giants, die New Orleans Saints und die Carolina Panthers in der National Football League (NFL) und gewann zweimal den Super Bowl.

## Biografie

### High School und College
Shockey wuchs in der Kleinstadt Ada auf und war in der High School so dürr, dass der Footballcoach ihn zunächst nicht spielen lassen wollte. Der Teenager beeindruckte aber mit seinem Talent, so dass er sowohl in der Offense als Wide Receiver als auch in der Defense als Linebacker eingesetzt wurde. Trotzdem galt er der damals „nur“ 88 Kilogramm schwere Senior als zu zerbrechlich und wählte als Junior College die kleine Northeastern Oklahoma A&M. Dort trainierte sich Shockey mehr Muskelmasse an und wurde aufgrund seiner Schnelligkeit, Athletik und sicheren Hände zum Tight End umfunktioniert. Im Jahre 2000 erregte er die Aufmerksamkeit der University of Miami und wurde Mitglied der dortigen Hurricanes. Dort etablierte sich Shockey als einer der besten Tight Ends und half seinem Team, 2001 die NCAA-Meisterschaften zu gewinnen, und wurde ins All-American-Team gewählt.

### NFL
Im NFL Draft 2002 wurde Shockey als 14. Spieler von den New York Giants ausgewählt. Der Tight End spielte eine ausgezeichnete Saison, in der er 894 Yards Raumgewinn erzielte, 74 Pässe fing und zwei Touchdowns erzielte, in den Pro Bowl gewählt wurde und den „Pepsi NFL Rookie of the Year“-Titel gewann. In der Medienstadt New York wurde der langhaarige und extrovertierte Shockey zum Publikumsliebling, auch wenn die Trainer seine aufbrausende Art manchmal als Problem empfanden: nachdem die Giants in den Play-offs von den San Francisco 49ers knapp mit 38:39 besiegt wurden, überschüttete er die Journalisten mit Beschimpfungen und schüttete einem Fan Wasser über den Kopf.
In den Folgejahren wurde Shockey 2003, 2005 und 2006 in den Pro Bowl gewählt. Die Giants selbst versanken aber im Mittelmaß, bis 2004 der Quarterback und künftige Super Bowl MVP, Eli Manning, gedraftet wurde. Gemeinsam mit Manning, Runningback Tiki Barber und Defensive End Michael Strahan trug Shockey zum Erstarken der Giants bei und hatte drei Saisons, in denen er mehr als 60 Pässe fing und stets mehr als 600 Yards Raumgewinn erzielte. Allerdings sorgte Shockey auch zuweilen für Ärger, weil er seinen Head Coach Tom Coughlin nach einer Niederlage gegen die Seattle Seahawks als inkompetent bezeichnete und den Trainer der Dallas Cowboys, Bill Parcells, als „Homo“ beschimpfte.
2007 brach sich Shockey das Wadenbein und fiel für den Rest der Saison aus. Trotzdem gewannen die Giants den Super Bowl XLII gegen die bis dato unbesiegten New England Patriots, und es gab Spekulation, dass die Giants den unberechenbaren, nicht mehr unentbehrlichen Tight End abgeben wollten. Shockey reagierte mit einem Boykott des Trainingslagers und wurde in der Offseason zu den New Orleans Saints getauscht.
In der Stadt, die noch vom Hurrikan Katrina verwüstet war, konnte Shockey nicht mehr ganz an seine alte Form anschließen. In der Saison 2008 erzielte er 483 Yards Raumgewinn und fing 50 Pässe, die beide Karrieretiefstwerte bedeuteten. Doch trotz exzellenter Leistungen von Quarterback Drew Brees schafften es die Saints nicht in die Play-offs. Die darauffolgende Saison lief umso besser. Überraschend schafften es die Saints in den Super Bowl XLIV und besiegten dort die favorisierten Indianapolis Colts und deren dreimaligen MVP Peyton Manning mit 31:17. Shockey trug hierzu mit einem Touchdown bei. Nachdem er zwar mit den Giants den Super Bowl gewann, ohne im Finale auf dem Platz gestanden zu haben, gewann er nun seinen ersten „richtigen“ Ring. 2010 konnte er nicht verhindern, dass die Saints in der ersten Play-off-Runde sensationell gegen die Seattle Seahawks ausschieden, die als erstes NFL-Team trotz einer negativen Bilanz als Divisionssieger in die Play-offs gekommen waren.

## Privatleben
Shockey ist der Sohn von Lucinda und Jimmy Shockey und er hat einen älteren Bruder namens James. Sein Vater verließ die Familie, als er ein Kind war. Neben Mutter und Bruder nennt Shockey seine Großmutter Evylene als Inspiration, die nach einem Unfall querschnittsgelähmt war, aber trotzdem stets die Erziehung ihrer Enkel unterstützte.
Der patriotische Shockey trägt auf dem rechten Arm ein großflächiges Tattoo, das von der Schulter bis zum Handgelenk reicht und viele typisch US-amerikanische Symbole wie den Bald Eagle oder die Stars and Stripes enthält.